# NGC 4246
NGC 4246 este o hi (21cm) source⁠(d) situată în constelația Fecioara. A fost descoperită în 13 aprilie 1784 de către William Herschel. Se află la o distanță de 51,29 de megaparseci de Pământ.